# 粟周熊
粟周熊（1939年—），贵州天柱县人，侗族。中国翻译家，中国国家图书馆研究馆员、俄罗斯文学翻译家。

## 人物简介
粟周熊于1939年9月出生于中国贵州省。1964年毕业于四川大学外文系俄罗斯语言文学专业。大学毕业后曾在中国哲学社会科学部国际文献所工作，后调入国家图书馆，曾任国家图书馆报刊文献部副主任。1996年-1998年任中华人民共和国驻哈萨克斯坦共和国一等秘书。
1989年，乌兹别克斯坦共和国作家协会授予他谢尔盖·博罗金文学奖，以表扬他“高水平地把乌兹别克斯坦文学介绍给中国读者”。1998年4月，哈萨克斯坦共和国国立塞米巴拉金斯克大学授予他名誉教授称号，充分肯定他“在促进哈中两国学术和文化交流以及对哈萨克斯坦经典作家阿拜、恰卡里姆和穆赫塔尔文学遗产的研究与译介做出的杰出贡献”。

## 任职
- 政协贵州省天柱县第十二届委员会委员
- 中国翻译工作者协会会员（1984年- ）
- 中国作家协会会员（1982年- ）

## 著作目录
- 《东拼西凑 : 粟周熊随笔杂记集》（北京 : 中国文联出版社, 2011）
- 《雪娃娃学校》（译著）（杭州 : 浙江文艺出版社, 2009）
- 《白比姆黑耳朵》（译著）（北京 : 人民文学出版社, 2006）
- 《心锁丝路 : 我的哈萨克斯坦情结》（北京 : 民族出版社, 2003）
- 《我认识世界 : 体育卷》（译著）（北京 : 东方出版社, 2002）
- 《阿拜箴言录》（译著）（北京 : 民族出版社, 2000）
- 《丑八怪》（译著）（北京 : 人民文学出版社, 1991, 1999重印）
- 《青格斯山峦的三巨峰 : 阿拜、恰卡里姆、穆赫塔尔》（北京 : 民族出版社, 1995）
- 《机灵鬼的故事》（编著）（北京 : 书目文献出版社, 1993）
- 《外国动物童话世界》（译著）（北京 : 外国文学出版社, 1993）
- 《穿方格大衣的女人》（译著）（北京 : 外国文学出版社, 1990）
- 《不听话孩子的狂欢节》（译著）（成都 : 四川少年儿童出版社, 1989）
- 《创造奇迹》（译著）（北京 : 华夏出版社, 1988）
- 《不能接受的爱 : 苏联当代妇女生活题材小说选》（译著）（北京 : 中国妇女出版社, 1988）
- 《她是个美丽的女性 : 当代苏联中篇小说选辑》（译著）（上海 : 上海译文出版社, 1988）
- 《骨肉情 : 苏联当代中短篇小说选》（译著）（北京 : 人民文学出版社, 1988）
- 《我的将军》（译著）（北京 : 北京十月文艺出版社, 1985）
- 《负疚的心》（译著）（北京 : 世界知识出版社, 1985）
- 《慈母心 : 列宁的母亲玛·亚·乌里扬诺娃的故事》（译著）（石家庄 : 河北少年儿童出版社, 1985）
- 《克罗什历险记 : 克罗什三部曲》（译著）（哈尔滨 : 黑龙江人民出版社, 1985）
- 《狗的自尊》（译著）（北京 : 中国新闻出版社, 1985）
- 《欺骗》（译著）（北京 : 人民文学出版社, 1983）
- 《紫罗兰 : 苏联当代妇女题材小说选》（译著）（北京 : 北京出版社, 1983）
- 《罗佐夫戏剧选》（译著）（上海 : 上海译文出版社, 1982）
- 《良心》（译著）（北京 : 北京出版社, 1982）
- 《荣誉》（译著）（北京 : 群众出版社, 1982）
- 《确有其人》（译著）（北京 : 外语教学与研究出版社, 1981）
- 《恶风》（译著）（北京 : 外语教学与研究出版社, 1981）
- 《铃兰花》（译著）（北京 : 人民文学出版社, 1980）
- 《木戈比》（译著）（北京 : 人民文学出版社, 1976）
- 《泡沫 : 风尚喜剧》（译著）（北京 : 人民文学出版社, 1976）